# Custer County (Idaho)
Custer County ist ein County im Bundesstaat Idaho der Vereinigten Staaten. Der Verwaltungssitz (County Seat) ist Challis.

## Geographie
Custer County hat eine Fläche von 12.786 Quadratkilometern, davon sind zirka 29 Quadratkilometer Wasserflächen. Der höchste Berg Idahos ist der Borah Peak mit 3857 Metern Höhe.

## Geschichte
Das County ist nach der General Custer Mine am Yankee Fork Salmon River benannt, in der 1876 Gold gefunden wurde. Heute sind 37 Bauwerke und Orte im County im National Register of Historic Places eingetragen.

## Städte und Orte
Städte und Orte im Custer County sind Challis, Clayton, Lost River, Mackay und Stanley.

## Demografische Daten
Die Altersstruktur im County ist wie folgt:
- unter 18 Jahre = 25,5 %
- von 18-24  Jahre = 4,8 %
- von 25-44 Jahre = 29,9 %
- von 25- 64 Jahre = 29,3 %
- über 65 Jahre = 14,5 %.
- Das Durchschnittsalter beträgt 41 Jahre.
- Das durchschnittliche Jahreseinkommen für eine Familie betrug (2000) ca. 39.500 $.

Mount Borah von der US Route 93 gesehen
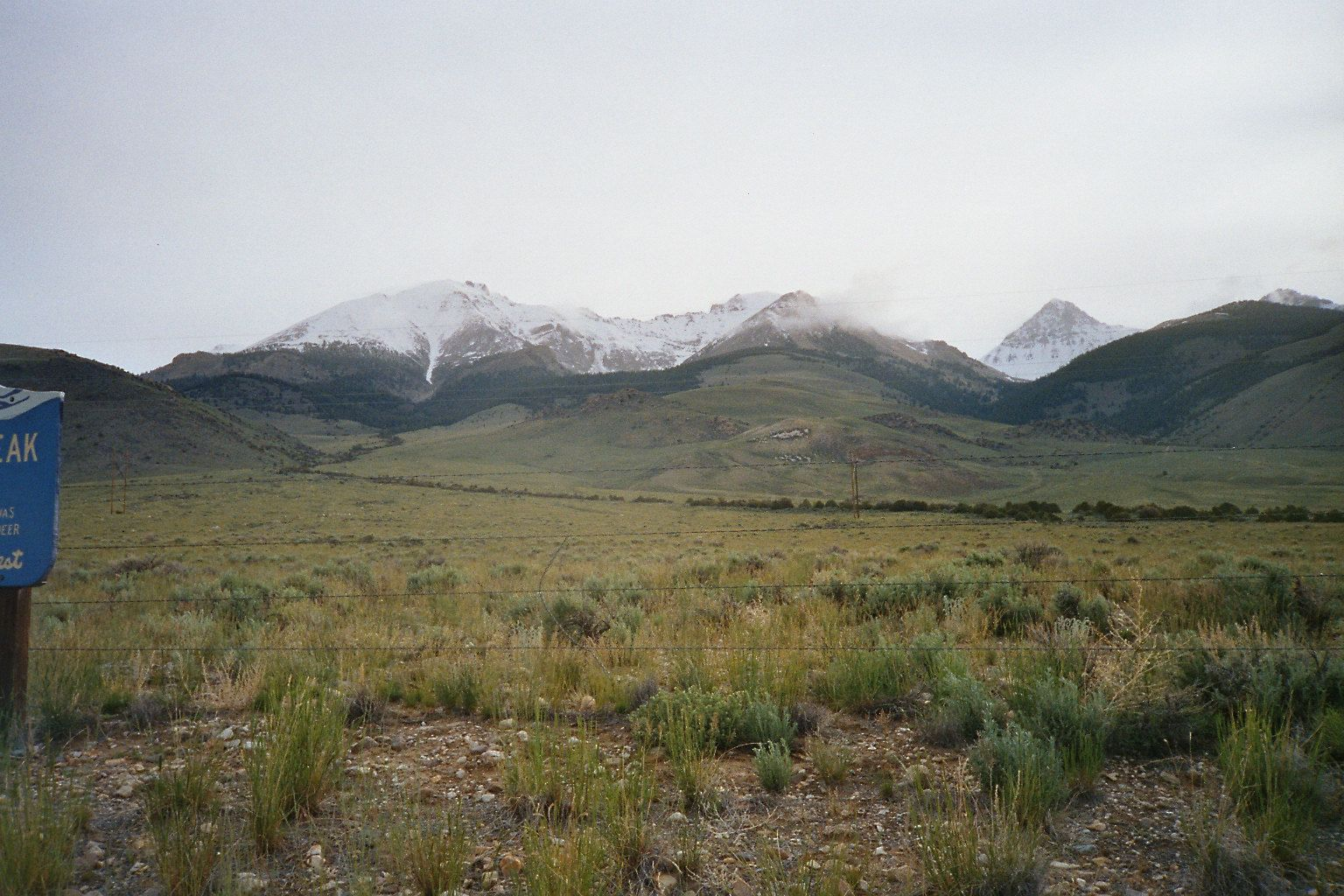
Leatherman Peak, die zweithöchste Erhebung in Idaho

## Orte im County
- Bayhorse
- Bonanza
- Casto
- Challis
- Chilly
- Clayton
- Custer
- Dickey
- Ellis
- Goldburg
- Grouse
- Houston
- Leslie
- Lost River
- Lower Stanley
- Mackay
- Obsidian
- Robinson Bar
- Stanley
- Sunbeam
- Torreys